# Erika Giovanna Klien

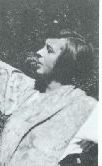

Erika Giovanna Klien (* 12. April 1900 in Borgo Valsugana, Österreich-Ungarn; † 19. Juli 1957 in New York) war eine österreichisch-US-amerikanische Künstlerin.

## Karriere
Klien studierte von 1919 bis 1925 Kunst an der Universität für angewandte Kunst Wien. Einer ihrer Dozenten war Franz Čižek, bei dem sie im Fach Jugendstil als studentische Hilfskraft arbeitete. In seinem Kurs über Ornamentformen wurde sie in den neuen Kunststil Kinetismus eingeführt. Dieser Stil hebt Bewegung und moderne Vitalität hervor. Er ist an den französischen Kubismus, den italienischen Futurismus und den russischen Konstruktivismus angelehnt. Im Laufe ihres Lebens entwickelte sie die Theorie und Technik des Kinetismus weiter und wurde zur bedeutendsten Vertreterin dieser Kunstrichtung.
Cizek lud sie zu verschiedenen internationalen Kunstausstellungen ein, u. a. zur Pariser Kunstausstellung 1925 und der New Yorker Internationalen Ausstellung für moderne Kunst 1927. Nach ihrem Studienabschluss hatte Klien Schwierigkeiten, ihren Lebensunterhalt als selbstständige Künstlerin zu verdienen. Sie arbeitete als Graphikerin und lehrte von 1926 bis 1928 Kunst an der Elizabeth-Duncan-Schule in Klessheim bei Salzburg. Werke von Klien wurden 1928 auf dem 4. Internationalen Kongress für bildende Kunst in Prag ausgestellt.
1929 wanderte Klien aus Karrieregründen in die USA aus. Mit ihr kamen die neuen Theorien der Kunstbildung für Kinder aus Wien in die Vereinigten Staaten. Um für sich und ihren Sohn den Lebensunterhalt zu verdienen, unterrichtete sie in New York von 1930 bis 1940 simultan an der Stuyvesant High School, an der Spence School, an der Dalton School und an der Walt Whitman School.

## Persönliches Leben
Am 27. November 1928 brachte die unverheiratete Künstlerin in Graz ihren Sohn Walter Klien zur Welt, der später ein bekannter Pianist wurde. 1938 erhielt Klien die US-amerikanische Staatsbürgerschaft. Am 19. Juli 1957 erlitt sie einen tödlichen Herzinfarkt.

## Ausstellungen
- 1930: The New School for Social Research, New York[4]
- 1975: Galerie Pabst, Wien[4]
- 1986: Retrospective at Gallery Pabst, München
- 1987: Museum des XX. Jahrhunderts (Museum of the 20th Century), Wien (250 works)
- 1989: Rachel Adler Gallery, New York[4]
- 2001: Bozen
- 2006: Société Anonyme at the Hammer, reviewed in The Aesthetic

Ihre Werke befinden sich unter anderem in der Sammlung der Phillips Collection in Washington, DC.